# Русская эмиграция в Боснии и Герцеговине
Русская эмиграция в Боснии и Герцеговине — русская эмиграция в Боснии и Герцеговине с 1919 по 1924 годы, вызванная последствиями гражданской войны в России. В 1941 году в Боснии и Герцеговине было 14 русских общин, крупнейшие из которых были в Сараеве и Баня-Луке. В 1940-е годы русские были репрессированы.

## История
Самая многочисленная волна беженцев из РСФСР на Балканы пришлась на «крымскую эвакуацию» в ноябре 1920 года. Разорённое Первой мировой войной Королевство сербов, хорватов и словенцев гостеприимно встретило русских беженцев, чему способствовал король Александр I Карагеоргиевич, выражая благодарность Российской империи за поддержку Сербии в войне. Власти Югославии воспринимали эмиграцию из РСФСР как временное явление, сами русские надеялись на скорую смену режима в РСФСР и своё возвращение. Большинство эмигрантов были солдатами и офицерами Русской армии Врангеля, имели высшее и среднее образование, говорили на иностранных языках. Среди них были и специалисты: врачи, инженеры и другие. Часть из них после остановки в Королевстве СХС уехало в другие страны. В материковые районы Боснии и Герцеговины русские прибывали по ныне не существующей железной дороге Габела—Зеленика из портов Которского залива и Дубровника. Перепись Королевства СХС 1921 года зарегистрировала в Боснии и Герцеговине 2636 эмигрантов из РСФСР, 762 из которых проживали в Сараеве, 590 в Требине, 485 в Баня-Луке, 190 в Мостаре, 162 в Дервенте и т. д. Русские были задействованы на строительстве железных дорог, нашли работу по специальности, в том числе в органах государственной власти, учреждениях науки и искусства. В Сараевском национальном театре и банялукском театре работали русские актёры и режиссёры. В Сараеве доживал свои последние годы русский художник Н. Д. Кузнецов.

### Русские колонии

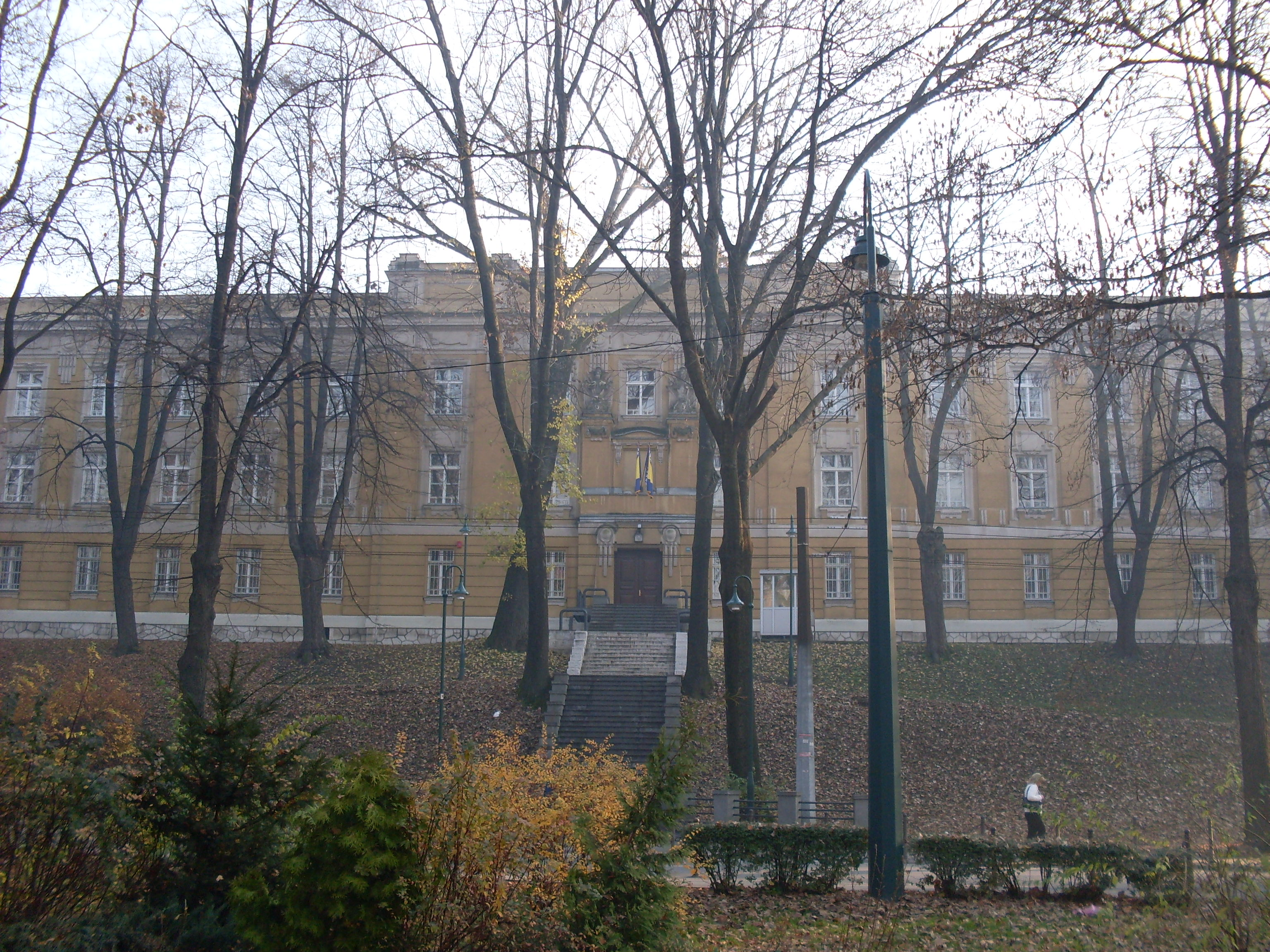
Здание бывшего Русского кадетского корпуса в Сараеве

Жизнь русских колоний Боснии и Герцеговины протекала вокруг различных объединений и кружков. Большие колонии имели свои детские сады, библиотеки, столовые. В 1920-е годы были открыты отделения РОВСа, Общества русских офицеров, КИАФа, Союза галлиполийцев, Общества русских инвалидов, Русского трудового христианского движения, Русского военного научного института, НТСНП, «Центрального объединения», «Русского сокола», НОРРа, НОРСа. В 1925 году в Баня-Луке было открыто боснийское отделение «Русской матицы», участниками которого кроме русских были и представители местной интеллигенции. В Сараеве до 1929 года русские посещали церковь Святого Александра Невского при Русском кадетском корпусе. В 1930-е годы был открыт русский православный храм. Среди русских поэтов Сараева был Георгий Алексеевич Богатырёв, публиковавшийся под псевдонимом Мечтатель. Сараевцы Р. В. Полчанинов, Б. Б. Мартино и А. Суков были авторами песен, которые поются до сих пор в РФ и за рубежом. В Сараеве с 1929 по 1935 годы выходил русский журнал «Вестник военных знаний».
В марте 1920 года в Сараеве был открыт Русский кадетский корпус, разместившийся в здании бывшей австрийской казармы. Второй корпус открылся в ноябре 1921 года в Билече на административной границе Герцеговины и Черногории на месте бывшего лагеря Австро-Венгрии.

### Репрессии
В 1939 году в Сараеве проживали 616 русских, в Баня-Луке — 122 и в Мостаре — 96 человек. С началом Второй мировой войны и включения Боснии и Герцеговины в Независимое государство Хорватия русские организации были запрещены. Новые власти провели подсчёт населения, по которому в Боснии и Герцеговине в 1941 году значилось 14 русских колоний, в которых проживали 1562 русских. Те, кто был принят в подданство Югославии, в качестве солдат Югославской армии попали в немецкий плен. Некоторые из тех, кто состоял на государственной службе, сотрудничали с хорватскими властями. В конце войны почти все они уехали за границу. В социалистической Югославии они были объявлены военными преступниками. После войны русских в Баня-Луке почти не осталось, они разъехались по другим городам Югославии. Перепись населения 1948 года показала, что в Боснии и Герцеговине проживали 1316 русских. Около половины из них была вынуждена принять гражданство СССР.
Разрыв отношений между Югославией и СССР в 1948 году привёл к тому, что русские оказались для югославских властей ненадёжным элементом и были подвергнуты новым заключениям в тюрьмы и концентрационный лагерь «Голи-Оток». Часть русского населения была принудительно выслана из страны. Захоронения русских, включая кадетов, в Сараеве были взорваны. По переписи 1991 года в Боснии и Герцеговине проживало 295 русских.